# Sân bay Göteborg-Landvetter
Sân bay Gothenburg-Landvetter (tiếng Thụy Điển: Göteborg-Landvetter flygplats, (IATA: GOT, ICAO: ESGG)) là sân bay quốc tế ở Göteborg, Thụy Điển. Năm 2006, sân bay này phục vụ 4,3 triệu lượt khách. đây là sân bay lớn thứ hai của Thụy Điển, sau Stockholm-Arlanda).
Sân bay này được khai trương năm 1977. Trước đó, hành khách đi lại tại sân bay Torslanda

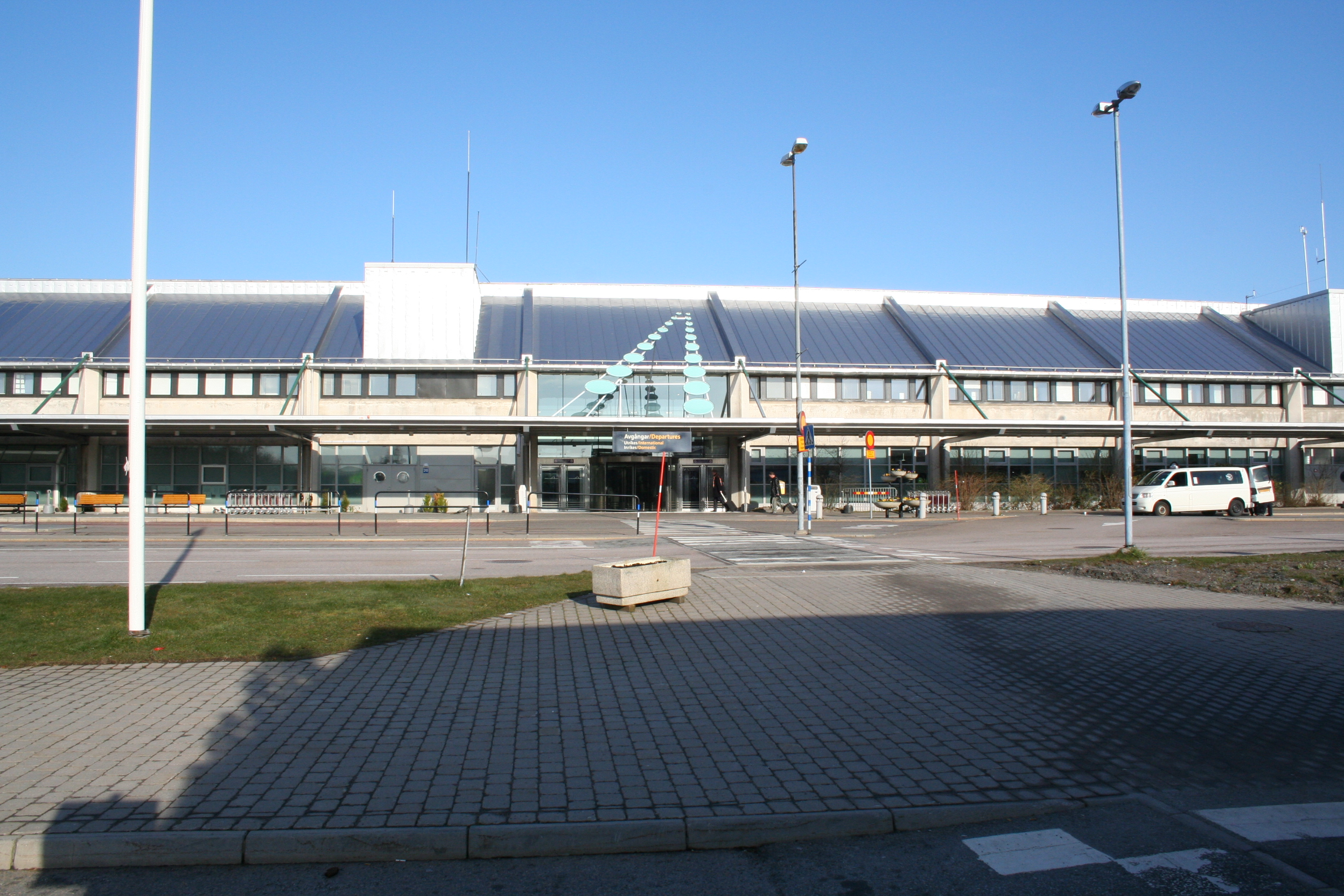
cổng vào sảnh đi của sân bay Landvetter

## Các hãng hàng không và các tuyến điểm
- airBaltic (Riga)
- Air France
  - operated by CityJet (Paris-Charles de Gaulle)
- Austrian Airlines
  - operated by Austrian Arrows (Vienna)
- British Airways
  - operated by Sun Air of Scandinavia (Aarhus, Billund)
- Blue1 (Helsinki)
- Brussels Airlines (Brussels)
- City Airline (Åre-Östersund, Birmingham, Luleå, Lyon, Manchester, Prague, Tallinn, Zürich)
- Direktflyg (Borlänge)
- Emirates Airline (Dubai, New York-JFK) [Cargo only]
- Finnair (Helsinki)
- FlyNordic (Stockholm-Arlanda, Priština)
- Icelandair (Reykjavík-Keflavík)
- Iceland Express (Reykjavík-Keflavík)
- Iran Air (Tehran-Imam Khomeini)
- Jat Airways (Belgrade)
- KLM Royal Dutch Airlines (Amsterdam)
- Lufthansa (Frankfurt)
  - operated by Lufthansa Regional (Düsseldorf, Hamburg, Munich)
- Malév Hungarian Airlines (Budapest)
- Malmö Aviation (Stockholm-Bromma, Umeå)
- Scandinavian Airlines System (Barcelona, Copenhagen, Frankfurt, London-Heathrow, Malaga, Oslo-Gardermoen, Stockholm-Arlanda)
- Skyways (Sundsvall)
- Welcome Air (Graz, Hanover, Innsbruck, Stavanger, Kristiansand)
- Widerøe (Oslo)

## Thuê bao
- Alpresor (Salzburg, Geneva, Malaga) (air operators Scandinavian, Malmö Aviation)
- Apollo (Agadir, Antalya, Athens, Burgas, Chania, Corfu, Djerba, Dubrovnik, Fuerteventura, Heraklion, Hurghada, Karpathos, Kavala, Lanzarote, Larnaca, Las Palmas (Gran Canaria), Monastir, Palermo, Palma de Mallorca, Phuket, Preveza, Rhodos, Rome, Santorini, Skiathos, Split, Tenerife, Thessaloniki, Tivat, Varna, Zakynthos) (about 15 air operators e.g. Novair, My Travel Airways, SAS, TUIfly Nordic. Also flight-only tickets are sold.)
- TUIfly Nordic (Agadir, Antalya, Bali, Bangkok, Barcelona, Burgas, Dalaman, Faro, Goa, Gran Canaria, Hurghada, Isla de Margarita, Kap Verde, Krabi, Lanzarote, Larnaca, Madeira, Mallorca, Mauritius, Miami, Mombasa, Monastir, Phuket, Sharm el Sheik, Split, Tenerife, Trieste, Varna) (air operator mainly TUIfly Nordic)
- LionAlpin some places
- Solresor some places
- Ving several places

có 7300 chỗ đỗ xe hơi tại sân bay này.

## Hàng hóa
Landvetter là một sân bay hàng hóa quan trọng, với 60.100 tấn năm 2007, about 60% of Arlanda. In opposite to Arlanda and other big airports there are no lack of landing slots. One problem is that the road connection to northeast is bad, either a big detour or a narrow small road forbidden for trucks.